# Єпіфанов Анатолій Олександрович
Анатолій Олександрович Єпіфанов (нар. 12 серпня 1945, с. Коровинці Недригайлівського району Сумської області, УРСР) — український політик, керівник Сумської області (1992—1999 рр.), економіст, ректор Української академії банківської справи (1996—2012 рр.), доктор економічних наук, професор (1997), Заслужений економіст України (2006).

## Навчання
В 1962 році закінчив Коровинську середню школу із срібною медаллю.
1962—1965 рр. — навчався у Сумському будівельному технікумі за спеціальністю технік-будівельник («Промислове і цивільне будівництво»). Під час проходження навчально-виробничої практики в групі монтажників у об'єднанні імені Фрунзе 23 лютого 1964 році сталася трагедія, що привела до інвалідності.
|  | "Я пішов в монтажники, тому що там грошей більше можна було заробити. Ми носили балки, перекладали підмостя, і на третій день практики я впав з висоти і розбився. Не витримали підмостя. Дванадцять діб був без свідомості, щелепу, ноги, ребра - все було переламано. Трубу бачив, між іншим, ту саму, яку описують люди, які були в стані клінічної смерті. Дійсно, летів в цій трубі, і мені так добре було, таке сяйво попереду... Але повернувся з того світу. Шість з половиною місяців в лікарні пролежав. Я був до цього вже кандидатом в майстри спорту, був накачаний здорово, тому, напевно, і вижив. А сталося це - на День Радянської армії, тому цей день святкують тепер, як свій другий день народження". |

Навчався у 1966—1971 рр. у Харківському державному університеті імені О.Горького, де одержав кваліфікацію економіста.

## Будівельник
У серпні 1965 р. А.Єпіфанов розпочав трудову діяльність теслею будівельного управління «Промбуд-1» тресту «Сумхімбуд».
Згодом (у жовтні 1965 — березні 1966 рр.), працював майстром дільниці БУ «Опорядбуд» тресту «Сумхімбуд» комбінату «Сумпромбуд» Міністерства промислового будівництва УРСР, а через півроку (з березня 1966 по серпень 1971 рр.) — інженером із технічного нагляду в управлінні капітального будівництва облвиконкому.
Наступні щаблі кар'єри — начальник виробничо-технічного відділу (серпень 1971 — квітень 1972 рр.) та — начальник інженерно-технічної групи Управління капітального будівництва Сумського облвиконкому (квітень 1972 — березень 1975 рр.)

## Апаратна робота
У березні 1975 р. був призначений на посаду начальника управління капітального будівництва Сумського міськвиконкому.
Потім з квітня 1980 р. — начальник управління капітального будівництва Сумського облвиконкому.
```
За його безпосередньої участі було розроблено генеральний план забудови міста. Згідно з ним були зведені мікрорайони по вулиці Харківській, виросли 9-й та 10-й мікрорайони, розширені вулиці Харківська та Курська, споруджені нові навчальні заклади та дитячі садки. А також – міст через р. Псел, театр імені Щепкіна, Театральна площа.
```

## Керівні посади
|  | «Справжнього чиновника потрібно вирощувати, берегти його, вкладати в нього кошти і тоді буде максимальна віддача. Ми сьогодні відчуваємо значну нехватку кадрів, справжніх спеціалістів. «І за нас ніхто нічого не зробить, ні Європа, ні Росія – ми самі повинні працювати на своїй рідній землі», - розповів А.Єпіфанов. |

### Сумський мер
- Січень 1989 — Січень 1991 рр. — голова міського виконавчого комітету Сумської міської ради народних депутатів.
- Січень 1991 — березень 1992 рр. — голова ради та виконкому Сумської міської ради народних депутатів.

Протягом трьох років збудовані нові водозабори, У цей час придбано нові тролейбуси, реалізовано проект «Сумбуд», забезпечено газоводопостачання районів Василівки та Баранівки.
За ініціативи А.Єпіфанов було порушено питання про відновлення пам'ятника видатному цукрозаводчику та меценату ХІХ століття Івану Харитоненку, а також розширено нові мікрорайони м. Суми, прокладені тролейбусні лінії по вул. Харківській і проспекту Лушпи.

### Керівництво областю
- 23 березня 1992[4] — 31 березня 1995 рр.[5] — представник Президента України в Сумській області[6].
- 7 липня 1995 — 8 травня 1998 рр. — Перший Голова Сумської обласної державної адміністрації[7][8].
- липень 1994 — 22 червня 1999 рр. (з перервою) — Голова ради і виконкому Сумської обласної ради народних депутатів.

## Наукова діяльність
Захистив у 1991 році у Центрі соціально-економічних досліджень та інформації (м. Москва) кандидатську дисертацію на тему «Організаційно-економічний механізм реалізації соціальної політики в м. (на прикладі м. Сум)».
Докторська дисертація на тему «Механізм стабілізації економіки реґіону в умовах реґіоналізації управління і посилення господарської самостійності (на прикладі Сумської області)».
Академік Академії будівництва України (1995), Російської академії природничих наук.

### Публікації

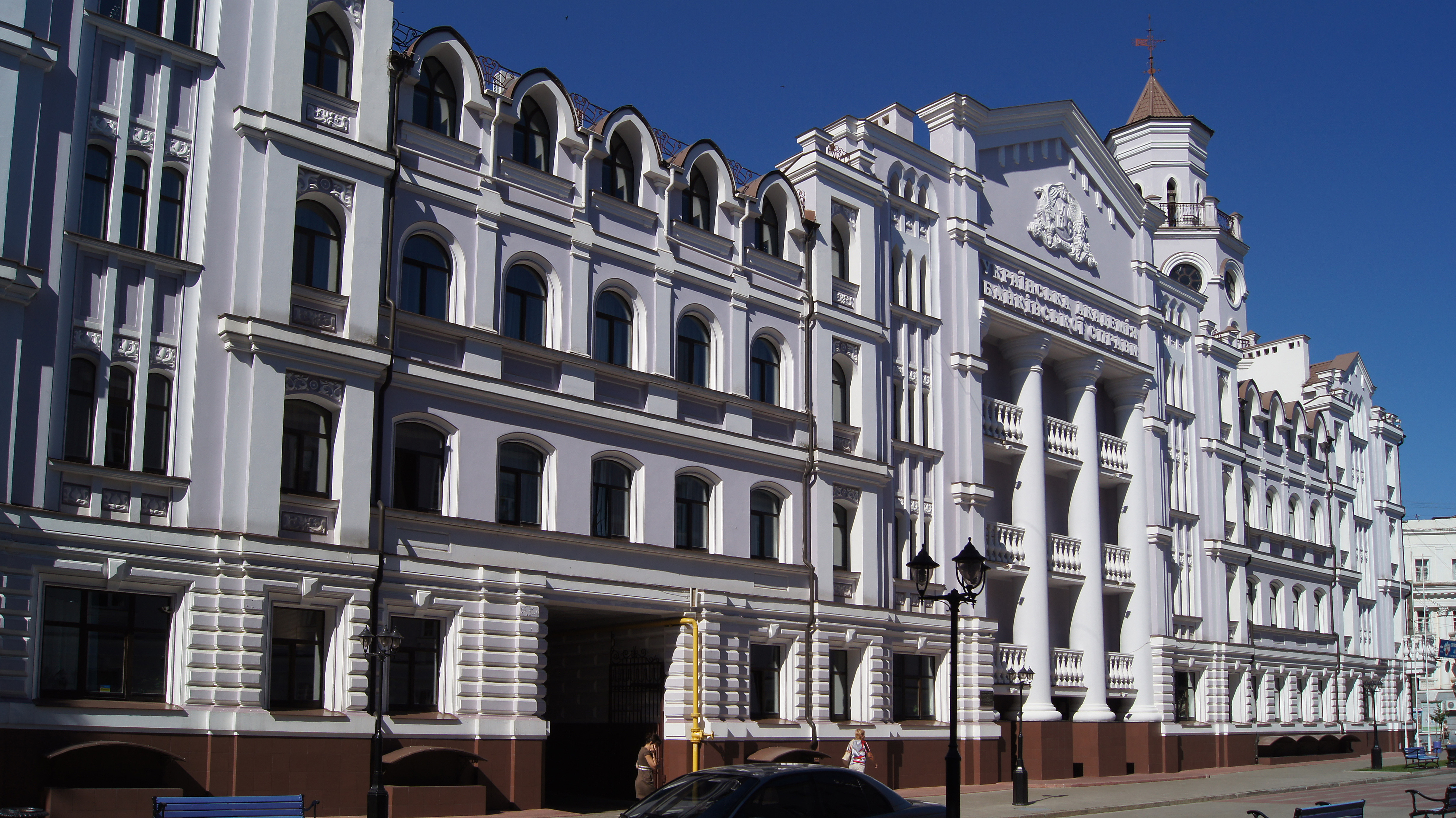
Корпус обліково-фінансового факультету УАБС НБУ

- Єпіфанов Анатолій Олександрович. Бюджет і фінансова політика України [Текст]: навч. посібник для студ. екон. фак. вузів / А. О. Єпіфанов [та ін]. — К. : Наук. думка, 1997. — 302 с. — ISBN 966-00-00121-5
- Єпіфанов Анатолій Олександрович Бюджет і фінансова політика України [Текст]: навч. посібник для студ. екон. фак. вузів / А. О. Єпіфанов [та ін]. — 2-ге вид. — К. : Наук. думка, 1999. — 302 с. — ISBN 966-00-0520-2
- Єпіфанов Анатолій Олександрович. Регіональна економіка [Текст]: навч. посіб. для студ. екон. ф-тів вузів / А. О. Єпіфанов, І. В. Сало. — К. : Наукова думка, 1999. — 343 с. — Бібліогр.: с. 340—341. — ISBN 966-00-0446-X
- Проблеми і перспективи розвитку банківської системи України [Текст]: зб. наук. пр. / Ін-т економіки НАН України ; ред. А. О. Єпіфанов. — Суми: Слобожанщина, 1999. — 266 с. — ISBN 966-535-107-9
- Банківська система України: теорія і практика становлення [Текст]: зб. наук. пр.: У 2 т. / голова ред. ради А. О. Єпіфанов ; Ін-т екон. прогнозування НАН України, Укр. акад. банк. справи. — Суми: ВВП «Мрія-1» ЛТД, 1999. — Т. 1. — [Б. м.]: [б.в.], 1999. — 336 с. — ISBN 966-566-129-9
- Банківська система України: теорія і практика становлення [Текст]: зб. наук. пр.: У 2 т. / голова ред. ради А. О. Єпіфанов ; Ін-т екон. прогнозування НАН України, Укр. акад. банк. справи. — Суми: ВВП «Мрія-1» ЛТД, 1999. Т. 2. — [Б. м.]: [б.в.], 1999. — 660 с. — ISBN 966-566-129-9
- Єпіфанов Анатолій Олександрович. Регіональна економіка [Текст]: навч. посіб. для студ. екон. ф-тів вищих навч. закл. / А. О. Єпіфанов, І. В. Сало. — 2.вид. — К. : Наукова думка, 2000. — 344 с. — ISBN 966-00-0555-5
- Грошово- кредитна політика в Україні [Текст] / В. С. Стельмах [и др.] ; ред. В. І. Міщенко. — К. : Знання, 2000. — 306 с. — (Бібліотечка банкіра). — Бібліогр.: с. 301—305. — ISBN 966-620-058-9
- Росія-Україна: проблеми і можливості наукового та економічного співробітництва [Текст]: зб. наук. пр. / Рос. акад. природн. наук, Ін-т економіки НАН України ; голова ред. ради А. О. Єпіфанов. — Суми: ВВП «Мрія-1» ЛТД: Ініціатива, 2000. — 252 с. — ISBN 966-566-148-5
- Економічна інформатика [Текст]: навч. посіб. / В. С. Стельмах [та ін.] ; заг. ред. І. В. Сало. — Суми: Слобожанщина, 2000. — 256 с. — Бібліогр.: с. 252—253. — ISBN 966-535-183-4
- Кредитна система України і банківські технології [Текст]: навч. посібник для студ. вищ. навч. закладів екон. спец.: У 3 кн. / ред. І. В. Сало ; Національний банк України, Українська академія банківської справи, Львівський банківський ін-т. — Л., 2002. Кн. 1 : Кредитна система України / В. С. Стельмах [та ін.]. — Л. : [б.в.], 2002. — 580 с. — Бібліогр.: с. 577—579. — ISBN 966-7330-36-2
- Грошово-кредитна політика в Україні [Текст] / В. С. Стельмах [и др.] ; ред. В. І. Міщенко. — 2.вид., перероб. і доп. — К. : Знання, 2003. — 421 с. — Бібліогр.: с. 416—421. — ISBN 966-620-171-2
- Контроль: інспектування, аудит, банківський нагляд [Текст] / В. С. Стельмах [и др.]. — Суми: Університетська книга, 2006. — 431 с. — Бібліогр.: с. 431. — ISBN 966-680-279-1
- Єпіфанов Анатолій Олександрович. Операції комерційних банків [Текст]: навч. посіб. для студ. ВНЗ / А. О. Єпіфанов [и др.]. — Суми: Університетська книга, 2007. — 522 с. — Бібліогр.: в кінці розд. — ISBN 978-966-680-313-2
- Макро- і мікроекономічні складові розвитку [Текст]: монографія / В. С. Стельмах [та ін.]. — Суми: Університетська книга, 2007. — 505 с. — Бібліогр.: с. 502—504. — ISBN 966-680-304-6
- Єпіфанов Анатолій Олександрович. Методологічні складові ефективного розвитку банківського сектору економіки України [Текст]: монографія / А. О. Єпіфанов. — Суми: Університетська книга, 2007. — 417 c. — Бібліогр.: с. 404—415. — ISBN 978-966-680-362-0
- Математичні моделі та інформаційні технології в сучасній економіці [Текст] / ред. А. О. Єпіфанов. — Суми: УАБС НБУ, 2007. — 246 с.: рис., табл. — Бібліогр.: в кінці розділів. — ISBN 978-966-8958-07-6
- Макро- і мікроекономічні складові розвитку [Текст] / В. С. Стельмах [та ін.]. — Суми: Університетська книга, 2006. — 505 с. — Бібліогр.: с. 502—504. — ISBN 966-680-304-6
- Єпіфанов Анатолій Олександрович. Управління регіоном [Текст]: навч. посібник для студ. вищих навч. закл. / А. О. Єпіфанов [и др.] ; заг. ред. А. О. Єпіфанов. — Суми: ДВНЗ «УАБС НБУ», 2008. — 361 c.: рис., табл. — Бібліогр.: с. 360—361. — ISBN 978-966-8958-27-4
- Сучасні та перспективні методи і моделі управління в економіці [Текст]: монографія: у 2 ч. / ред. А. О. Єпіфанов. — Суми: ДВНЗ «УАБС НБУ», 2008.
- Ч. 1. — [Б. м.]: [б.в.], 2008. — 232 с.: рис., табл. — Бібліогр.: в кінці статей. — ISBN 978-966-8958-33-5
- Сучасні та перспективні методи і моделі управління в економіці [Текст]: монографія: у 2 ч. / ред. А. О. Єпіфанов. — Суми: ДВНЗ «УАБС НБУ», 2008.

Ч. 2. — [Б. м.]: [б.в.], 2008. — 256 с.: рис., табл. — Бібліогр.: в кінці статей. — ISBN 78-966-8958-34-2
- Інвестиційне забезпечення соціально-економічного розвитку міста [Текст]: монографія: у 2 т. / заг. ред. А. О. Єпіфанов, Т. А. Васильєва ; Державний вищий навчальний заклад «Українська академія банківської справи Національного банку України». — Суми: ДВНЗ «УАБС НБУ», 2009. — ISBN 978-966-8958-47-2. Т. 1 : Системний підхід до інвестиційного забезпечення соціально-економічного розвитку міста / А. О. Єпіфанов [та ін.]. — [Б. м.]: [б.в.], 2009. — 270 с.: рис., табл. — Бібліогр.: с. 254—270. — ISBN 978-966-8958-48-9 (т. 1)
- Лібералізація руху капіталу в ході євроінтеграції: досвід країн Центральної Європи [Текст]: монографія / А. О. Єпіфанов [та ін.] ; заг. ред. А. О. Єпіфанов. — Суми: [б.в.], 2007. — 109 с.: табл. — Бібліогр.: с. 106—109. — ISBN 978-966-8958-15-1
- Оцінка кредитоспроможності та інвестиційної привабливості суб'єктів господарювання [Текст]: монографія / А. О. Єпіфанов [та ін.] ; ред. А. О. Єпіфанов. — Суми: УАБС НБУ, 2007. — 286 с.: рис., табл. — Бібліогр.: с. 216—222. — ISBN 978-966-8958-13-7
- Фінансова безпека підприємств і банківських установ [Текст]: монографія / А. О. Єпіфанов [та ін.] ; за заг. ред. д-ра екон. наук, проф. А. О. Єпіфанова. — Суми: ДВНЗ «УАБС НБУ», 2009. — 295 с. : табл., рис. — Бібліогр.: с. 250—273. — 300 экз. — ISBN 978-966-8958-50-2
- Бухгалтерський облік: актуальні проблеми та рішення [Текст]: монографія / С. С. Герасименко [та ін.] ; за ред. д-ра екон. наук, проф. С. С. Герасименка, д-ра екон. наук, проф. А. О. Єпіфанова. — Суми: ДВНЗ «УАБС НБУ», 2010. — 162 с. : рис., табл. — Бібліогр.: с. 152—162. — 300 экз. — ISBN 978-966-8958-52-6
- Єпіфанов Анатолій Олександрович Бюджет України [Текст]: монографія: у 2 кн. / А. О. Єпіфанов, І. І. Д'яконова, І. В. Сало. — Суми: ДВНЗ «УАБС НБУ», 2010. — ISBN 978-966-8958-60-1. Кн. 1 : Бюджет — головна ланка фінансів держави. — 2010. — 201 с. : табл. — Бібліогр.: с. 192—195. — 300 экз. — ISBN 978-966-8958-61-8 (Кн.1)
- Єпіфанов Анатолій Олександрович Бюджет України [Текст]: монографія: у 2 кн. / А. О. Єпіфанов, І. І. Д'яконова, І. В. Сало. — Суми: ДВНЗ «УАБС НБУ», 2010. — ISBN 978-966-8958-60-1. Кн. 2 : Виконання бюджету. — 2010. — 187 с. : рис. — Бібліогр.: с. 179—182. — 300 экз. — ISBN 978-966-8958-62-5 (Кн.2)
- Basel II: problems and prospects of usage in national banking systems [Text]: monograph / under the ed. of Anatoliy Yepifanov, Inna Shkolnik. — Sumy: SHEI «UAB NBU», 2010. — 239 p. : fig. — Бібліогр.: с. 228—230. — 300 экз. — ISBN 978-966-8958-63-2
- Інвестиційне забезпечення соціально-економічного розвитку Сумщини [Текст]: монографія / [А. О. Єпіфанов та ін.] ; за заг. ред. д-ра екон. наук, проф. А. О. Єпіфанова та д-ра екон. наук, проф. Т. А. Васильєвої. — Суми: ДВНЗ «УАБС НБУ», 2011. — 125 с. : рис., табл. — Бібліогр.: с. 123—125. — 300 экз. — ISBN 978-966-8958-75-5
- Базель II: проблеми та перспективи використання в національних банківських системах [Текст]: монографія / [А. О. Єпіфанова та ін.] ; за ред. д-ра екон. наук А. О. Єпіфанова та д-ра екон. наук І. О. Школьник. — Суми: ДВНЗ «УАБС НБУ», 2011. — 261 с. : рис., табл. — Бібліогр. в кінці розд. — 300 экз. — ISBN 978-966-8958-79-3
- Вартість банківського бізнесу [Текст]: монографія / [А. О. Єпіфанов та ін.] ; за заг. ред. д-ра екон. наук А. О. Єпіфанова та д-ра екон. наук С. В. Лєонова. — Суми: ДВНЗ «УАБС НБУ», 2011. — 295 с. : рис., табл. — Бібліогр.: с. 280—295. — 300 экз. — ISBN 978-966-8958-76-2
- Інтеграційні процеси на фінансовому ринку України [Текст]: монографія / [А. О. Єпіфанов та ін.] ; за заг. ред. д-ра екон. наук А. О. Єпіфанова, д-ра екон. наук І. О. Школьник і д-ра екон. наук Ф. Павелки. — Суми: ДВНЗ «УАБС НБУ», 2012. — 258 с. : рис., табл. — Бібліогр.: с. 230—258. — 100 экз. — ISBN 978-966-8958-86-1
- Управління ризиками банків [Текст]: монографія: у 2 т. / [А. О. Єпіфанов та ін.] ; за заг. ред. д-ра екон. наук, проф. А. О. Єпіфанова і д-ра екон. наук, проф. Т. А. Васильєвої. — Суми: ДВНЗ «УАБС НБУ», [2012]. — ISBN 978-966-8958-83-0. Т. 2 : Управління ринковими ризиками та ризиками системних характеристик. — 2012. — 299 с. : рис., табл. — Бібліогр.: с. 261—295. — 300 экз. — ISBN 978-966-8958-87-8 (Т. 2)
- Управління ризиками банків [Текст]: монографія: у 2 т. / [А. О. Єпіфанов та ін.] ; за заг. ред. д-ра екон. наук, проф. А. О. Єпіфанова і д-ра екон. наук, проф. Т. А. Васильєвої. — Суми: ДВНЗ «УАБС НБУ», 2012. — ISBN 978-966-8958-83-0. Т. 1 : Управління ризиками базових банківських операцій. — 2012. — 282, [1] с. : рис., табл. — Бібліогр.: с. 248—279. — 300 экз. — ISBN 978-966-8958-85-4 (т. 1)
- Моделювання соціально-економічного розвитку регіону (на прикладі Сумської області) [Текст]: монографія / [Єпіфанов А. О. та ін.]. — Харків: ІНЖЕК, 2012. — 155 с. : рис., табл. — Парал. тит. арк. англ. — Бібліогр.: с. 149—155. — 300 экз. — ISBN 978-966-2194-47-0
- Розвиток теоретико-методологічних засад обліку, аналізу, контролю і аудиту [Текст]: монографія / [А. О. Єпіфанов та ін. ; під заг. ред. д-ра екон. наук, проф. А. А. Пилипенка та канд. екон. наук, проф. Г. Ф. Азаренкова]. — Харків: ІНЖЕК: Александрова К. М., 2012. — 637 с. : рис., табл. — Парал. тит. арк. англ. — Бібліогр.: с. 592—637. — 300 экз. — ISBN 978-966-2194-46-3
- Єпіфанов Анатолій Олександрович. Свій серед своїх [Текст]: [біогр.-докум. оповідь] / Анатолій Єпіфанов. — Київ: Літопис-XX, 2015. — 192, [59] с. : іл. — 1000 экз. — ISBN 978-966-7252-90-8
- Єпіфанов Анатолій Олександрович. Сумщина. Економіка і суспільство [Текст]: до 75-річчя утворення Сум. обл. / Анатолій Єпіфанов, Михайло Макаренко. — Суми: Мрія-1, 2015. — 203 с. : рис., табл. — Бібліогр.: с. 199—202. — 300 экз. — ISBN 978-966-566-620-2

## Ректорство
З 1996 по 2012 рр. він — ректор Української академії банківської справи.
За ініціативи А.Єпіфанова у 1996 р. була відтворена будівля Української академії банківської справи.
За вагомий внесок у створення, становлення і розвиток академії А.Єпіфанову було присвоєне Звання Почесного професора Української академії банківської справи.

## Депутатство
У 2006 та 2010 рр. А.Єпіфанов  обирався депутатом Сумської обласної ради.

## Партійність
Керівник Сумського реґіонального штабу блоку «Наша Україна» (2004), член НСНУ (2004—2010 рр.)
член Партії Регіонів (2011—2014 рр.)

## Письменник
4 грудня 2015 року у Недригайлові відбулась презентація документальної повісті А.Єпіфанова «Свій серед своїх». Автором літературного запису книги став голова Недригайлівського земляцтва в місті Києві, член Національної спілки письменників України Микола Семенович Гриценко.

## Нагороди та звання
- Орден «За заслуги» III ступеня (1996 р.).
- Орден Святого рівноапостольного Великого князя Володимира Української православної церкви (1997).
- Медаль «За доблестный труд во знаменование 100 — летия со дня рождения В. И. Ленина» (1970).
- Почесна відзнака Президента України (1996)[10].
- Премія Ради Міністрів СРСР в галузі архітектури і містобудування «За розробку та реалізацію Генерального плану м. Суми» (1990 р.).
- Державна премія України 2005 р. в галузі архітектури та будівництва за створення архітектурного комплексу Української академії банківської справи[11].
- Державний службовець 1-го ранґу (1994)[12].
- Заслужений економіст України (2006)[13].
- Звання «Почесний громадянин міста Суми» (вересень 2002 р.)[14].

## Сім'я
- Дружина: Єпіфанова Валентина Олександрівна (1946) — завідувачка кабінету біології Сумського обласного інституту вдосконалення вчителів
- Діти:
  - доньки Оксана (1967) і Марина (1980)[15].

Зять Віктор Скринник (1957) відбуває довічне ув'язнення в Роменській виправній колонії № 56. Він засуджений за вбивство двоюрідного брата екс-дружини Костянтина, її водія джипу «Ніссан» і спробу застрелити саму екс-дружину Оксану. Злочин було скоєно 7 березня 2004 року.